# Corina Ungureanu
Corina Ungureanu (Ploieşti, Rumania, 29 de agosto de 1980) es una gimnasta artística rumana, dos veces campeona del mundo por equipos, en 1997 y 1999.

## Carrera deportiva
En el Mundial celebrado en Lausana (Suiza) en 1997 gana el oro en la competición por equipos, por delante de Rusia y China, siendo sus compañeras de equipo: Simona Amanar, Claudia Presacan, Gina Gogean, Alexandra Marinescu y Mirela Tugurlan.
En el Mundial de Tianjin 1999 gana el oro por equipos, por delante de Rusia y Ucrania, siendo sus compañeras de equipo: Maria Olaru, Andreea Raducan, Simona Amanar, Andreea Isarescu y Loredana Boboc.